# Frank Beard
Pour les articles homonymes, voir Beard.
 (mai 2019).
Si vous disposez d'ouvrages ou d'articles de référence ou si vous connaissez des sites web de qualité traitant du thème abordé ici, merci de compléter l'article en donnant les références utiles à sa vérifiabilité et en les liant à la section « Notes et références ».

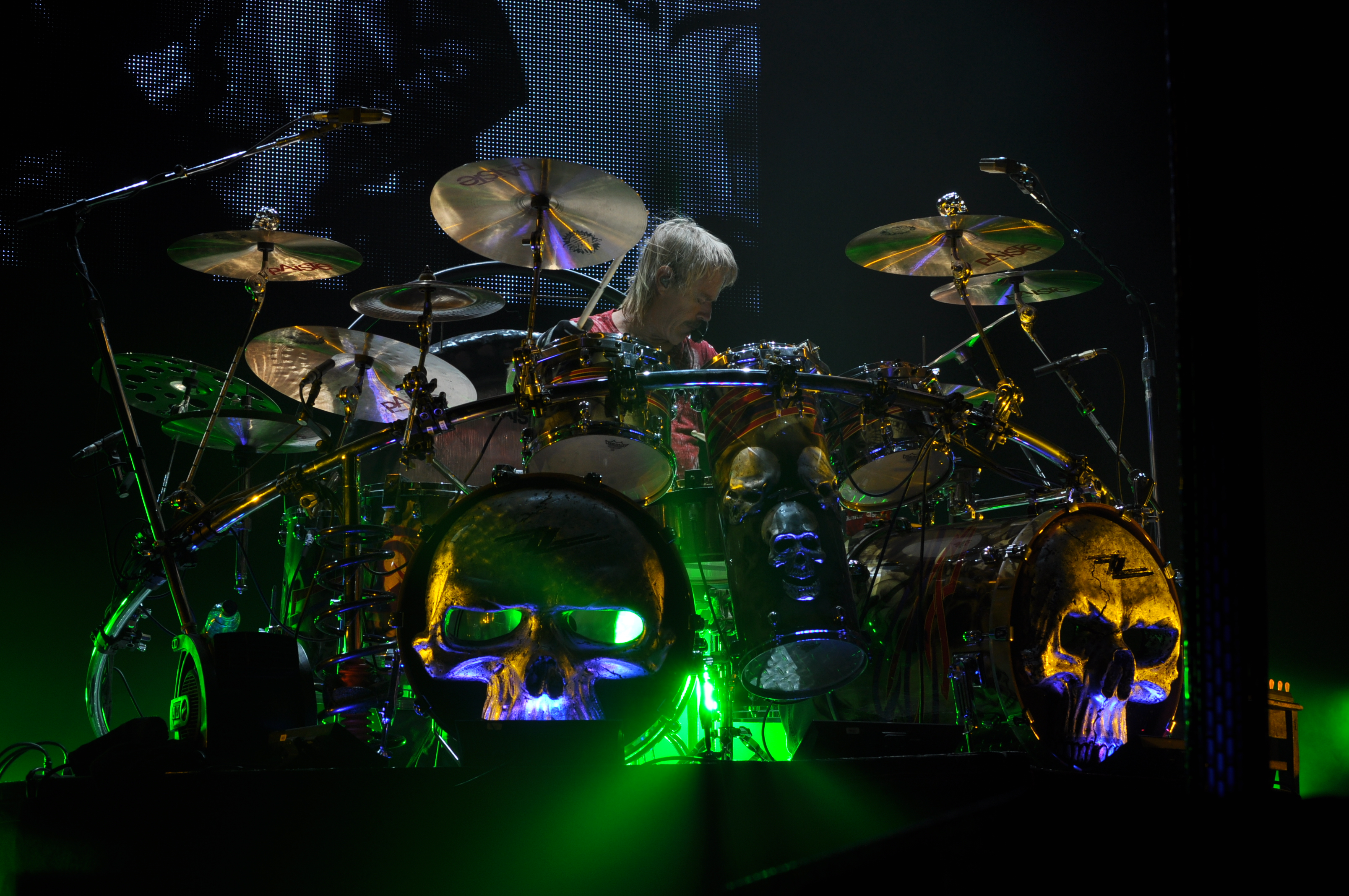
Frank Beard à Tours en 2011.

Frank Lee Beard, né le 11 juin 1949 à Frankston (Texas), est le batteur du groupe blues rock ZZ Top.

## Biographie
Beard est né à Frankston au Texas et est allé à Irving High School à Irving, dans le même État. 
Beard est un ancien membre des groupes The Cellar Dwellers, The Hustlers, The Warlocks et American Blues (en) avant de commencer à jouer et enregistrer avec Billy Gibbons et Dusty Hill dans That Little Ol' Band from Texas, connu officiellement sous le nom de ZZ Top.
Frank réside à Richmond, au Texas, où il possède et exploite le ranch Top 40.  Il est un golfeur du plus haut niveau amateur (classé handicap zéro), réputé dans la région pour participer à des tournois et événements communautaires.
Ironiquement, Beard, dont le nom signifie « barbe » en anglais, est le seul membre du groupe qui n'en porte pas, ou n'en porte qu'occasionnellement, et beaucoup plus courte que les deux autres.

## Vie privée
En avril 1978, il se marie à Catherine Alexander, sa petite amie de longue date. Le couple divorce trois ans plus tard en juillet 1981. En novembre 1982, il épouse Debbie Meredith avec qui il a eu trois enfants.

## Filmographie
- Retour vers le futur 3 (Back to the Future Part III, Robert Zemeckis, 1990)[3],[4].